# Douglas Brose
Douglas Santos Brose (Cruz Alta, 11 de diciembre de 1985) es un karateka brasileño. Es tres veces medallista de oro en el evento masculino de kumite de 60 kg en el Campeonato Mundial de Karate. También ganó la medalla de oro en el evento masculino de 60 kg en los Juegos Panamericanos de 2015 celebrados en Toronto, Canadá. Considerado el mayor medallista y principal atleta de todos los tiempos en el kárate brasileño.

## Carrera
Participó en los Juegos Panamericanos de Río de Janeiro 2007 y en Guadalajara 2011, quedando tercero y obteniendo medalla de bronce en ambas competencias. En 2015 se proclamó campeón de los Juegos Panamericanos de Toronto, Canadá. En Lima 2019 ganó la medalla de plata.
En 2009 ganó la medalla de oro en los Juegos Mundiales en la categoría de kumite de 60 kg. En los Juegos Mundiales de Cali 2013, quedó en segundo lugar con una medalla de plata. En octubre de 2013 ganó una medalla de bronce en los Juegos Mundiales de Combate, en la misma categoría.
En 2008 ganó su primera medalla de bronce en un campeonato mundial senior; en 2010 ganó una medalla de oro en el Campeonato Mundial de Karate y, en 2012, ganó su tercera medalla en un campeonato mundial, en París. En 2014 volvió a ser campeón mundial en Bremen, Alemania, al vencer al holandés Geoffrey Berens. La inclusión de Karate en los Juegos Olímpicos de 2020 no incluyó la categoría de 60 kg (tampoco incluyó la categoría de 84 kg). Inició el ciclo goleador para clasificar a los Juegos Olímpicos lastrado por una lesión que se produjo en los Juegos Sudamericanos de Bolivia 2018, en la que tuvo que operarse el pie. Tuvo que competir por uno de los nueve lugares disponibles en la categoría de hasta 67 kg. El brasileño Vinícius Figueira, segundo campeón del mundo brasileño en esta categoría, fue el mejor clasificado.